# Мадонна Бенуа
«Мадо́нна Бенуа́», «Мадонна с Младенцем», или «Мадонна с цветком» (фр. Madonna Benois; итал. La Madonna con un fiore) — ранняя картина выдающегося итальянского художника эпохи Высокого Возрождения Леонардо да Винчи, предположительно оставшаяся незавершённой. Написана маслом на дереве между 1475 и 1478 годами (Milano: Rizzoli, 1967). В 1914 году была приобретена Императорским Эрмитажем у Марии Александровны, жены придворного архитектора Леонтия Николаевича Бенуа.

## Иконография и стиль
«Мадонна с цветком» — одна из первых работ молодого Леонардо. В галерее Уффици во Флоренции хранится рисунок со следующей записью:
…бря 1478 года начал две Девы Марии
Считается, что одной из них является «Мадонна Бенуа», а второй — «Мадонна с гвоздикой», ныне экспонируемая в Старой пинакотеке в Мюнхене. Другой подготовительный рисунок к картине хранится в Британском музее в Лондоне.
Вполне вероятно, что обе картины представляют собой первые работы Леонардо как самостоятельного живописца. В то время ему было всего двадцать шесть лет, и прошло шесть лет с тех пор, как молодой художник покинул мастерскую своего учителя Андреа Верроккьо. У него уже был собственный стиль, но, разумеется, он в большой степени опирался на опыт флорентийской школы живописцев XV века. Также не подлежит сомнению, что Леонардо знал о картине «Мадонна с Младенцем», созданной его учителем в 1466—1470 годах. Для обеих картин общими являются трёхчетвертной поворот тел и схожесть образов.
Леонардо да Винчи поместил Мадонну с Младенцем в полутёмной комнате, где единственным источником света является расположенное в глубине двойное окно. Это характерный композиционный приём Леонардо, который он часто повторял в последующих картинах. Слабый свет не может рассеять полумрак, но в то же время позволяет высветить фигуры Мадонны и младенца Христа.
«Одну из первых самостоятельных работ молодого живописца отличает новизна трактовки сюжета, решённого как жизненная сцена, где молодая мать, одетая в костюм современниц Леонардо и причёсанная по моде тех лет, играя с сыном, протягивает ему цветок крестоцвета. Традиционный символ Распятия воспринимается как невинная игрушка, к которой по-детски неловко тянется младенец Иисус, вызывая улыбку юной Мадонны, любующейся первыми попытками сына освоить мир».
Мадонна показана совсем юной девочкой, в обычном итальянском платье того времени. Четырёхдольный клевер в руках Младенца, как и крест, — древний символ превращений, бренности материального тела и преображения души.
Ближайшим иконографическим прототипом является «Мадонна» Доменико Венециано из собрания Б. Беренсона (Флоренция). Мария особенно молода и, вопреки иконографической традиции, улыбается, глядя на нежную неуклюжесть Сына.
В работе над «Мадонной» Леонардо использовал традиционную технику лессировок, но изменил цветовую иконографию. И хотя краски за пять столетий потемнели, очевидно, что вместо обязательного светло-голубого или синего цвета плаща (накидки-мафория) Девы Марии — символа небесной чистоты художник избрал голубовато-серебристый тон и красновато-охристый цвет для рукавов.
«Мадонна» работы Леонардо была широко известна художникам того времени. И не только итальянские мастера использовали в своих работах приёмы молодого Леонардо да Винчи, но и живописцы из Нидерландов. Считается, что не менее десятка аналогичных произведений выполнено под его влиянием. Среди них картина Лоренцо ди Креди «Мадонна с младенцем Христом и Иоанном Крестителем» Галерея старых мастеров в Дрездене, «Мадонна с Младенцем» Йоса ван Клеве (Магдебург), «Мадонна с вишней» Чезаре да Сесто (Флоренция), а также «Мадонна с гвоздиками» работы Рафаэля. Однако затем следы «Мадонны с цветком» Леонардо затерялись, и в течение столетий картина считалась потерянной.
- Доменико Венециано. Мадонна и Младенец с цветком. 1432. Дерево, темпера. Вилла Татти (собрание Б. Беренсона), Флоренция
- Aндреа Верроккьо. Мадонна с Младенцем. Ок. 1470. Дерево, темпера, масло. Берлинская картинная галерея
- Леонардо да Винчи. Мадонна с кошкой. Ок. 1480. Бумага, перо, чернила. Британский музей, Лондон
- Леонардо да Винчи. Мадонна с кошкой. Между 1478 и 1481. Бумага, перо, бистр. Британский музей, Лондон
- Леонардо да Винчи. Мадонна с Младенцем. Между 1478 и 1480. Бумага, перо, чернила. Британский музей, Лондон
- Леонардо да Винчи. Мадонна с гвоздикой. 1478. Дерево, масло. Старая пинакотека, Мюнхен
- Йос ван Клеве. Мадонна с Младенцем. Между 1530 и 1535. Дерево, масло. Художественный музей Цинциннати, США
- Йос ван Клеве. Мадонна с вишнями. Дерево, масло. Частное собрание
- Лоренцо ди Креди. Мадонна с младенцем Христом и Иоанном Крестителем. Дерево, масло. Галерея старых мастеров, Дрезден
- Рафаэль Санти. Мадонна с гвоздиками. 1506-1507. Дерево, масло. Национальная галерея, Лондон

## История картины
До настоящего времени нет точных сведений о ранней судьбе картины. Считается, что именно о ней говорил М. Ф. Бокки в своей книге «Достопримечательности города Флоренции», выпущенной в 1591 году:

 «Дощечка, расписанная маслом рукой Леонардо да Винчи, превосходная по красоте, где изображена Мадонна в высшей степени искусно и старательно. Фигура Христа, представленного младенцем, прекрасна и удивительна, его поднятое лицо единственное в своём роде и поразительно по сложности замысла и тому, как этот замысел удачно разрешён»
Своё прозвание картина, следы которой терялись до XIX века, получила по последним владельцам — российской художественной династии Бенуа. В 1914 году она была приобретена Императорским Эрмитажем у жены придворного архитектора Леонтия Николаевича Бенуа — Марии Александровны (1858—1938), в девичестве Сапожниковой. К ней картина перешла по наследству от её отца, купца-миллионера и мецената А. А. Сапожникова (сына владельца картинной галереи А. П. Сапожникова). В семье ходило предание, будто картина была куплена у бродячих итальянских музыкантов в Астрахани, где Сапожниковы имели крупный рыбный промысел. Других сведений о судьбе картины в начале XX века не имелось.
В 1908 году Э. К. Липгарт писал:

 «[Картина] входила в состав старинного собрания князей Куракиных, а теперь принадлежит М. А. Бенуа, супруге известного архитектора» 
Через несколько лет он поправил себя:

 «Тесть г-на Бенуа купил её [картину] у итальянских балаганщиков при переезде через Астрахань»
Историк искусства Н. Н. Врангель, написавший небольшую монографию о картине, поддержал эту версию, но так же выражал сомнение: непонятно, каким образом такая картина попала в Астрахань, несмотря на то, что дальние торговые связи волжских торговцев были хорошо известны. «Астраханская версия» некоторое время использовалась и другими авторами. Часто без всяких ссылок на источники прибавляли, что работа когда-то находилась в собрании графов Коновницыных. 
Лишь в 1974 году были обнародованы документальные данные о том, когда и при каких обстоятельствах эта картина с Мадонной попала к Сапожниковым. В Государственном архиве Астраханской области был обнаружен «Реестр картинам г-на Александра Петровича Сапожникова, составленный в 1827 году». В описи за первым номером числится «Божья Матерь, держащая предвечного Младенца на левой руке… Вверху с овалом. Мастер Леонардо да Винчи… Из коллекции генерала Корсакова». Таким образом, выяснилось, что картина поступила из коллекции коллекционера и сенатора Алексея Ивановича Корсакова (1751/53—1821).
По каталогу 1827 года в собрании Сапожниковых числилось восемьдесят семь картин. Часть из них была приобретена при распродаже коллекции генерала от артиллерии Алексея Ивановича Корсакова (1751—1821). Генерал был сенатором, любимцем императора Павла и крупным знатоком западноевропейской живописи. В его собрании находилась девяносто одна картина старых западноевропейских мастеров и среди них: «Мадонна» Леонардо да Винчи.
В XIX веке «Мадонна с цветком» была успешно переведена с доски на холст, о чём существует упоминание в «Реестре картинам г-на Александра Петровича Сапожникова, составленном в 1827 году»:

 «Первоначально писана на дереве, но поверхность того переложена на холст академиком Коротковым в 1824 году… При перекладке на холст оказался на рисунке абрис, обведённый чернилами, и у младенца три руки, чему снят литографический рисунок, который находится при ней»
Предполагают, что перевод на холст выполнил бывший сотрудник Императорского Эрмитажа, выпускник Академии художеств Евграф Короткий. Нет ясности, оставалась ли на тот момент картина всё ещё в собрании генерала Корсакова или уже была куплена Сапожниковым.
В 1908 году картина экспонировалась в Санкт-Петербурге на выставке журнала «Старые годы».
В 1912 году Бенуа решили продать «Мадонну с цветком» и вывезли её для проведения экспертизы в Европу, где лондонский антиквар Джозеф Дювин оценил её в 500 тыс. франков. Атрибуцию произведения Леонардо неохотно подтвердил крупнейший авторитет того времени — американский историк искусства итальянского Возрождения Бернард Беренсон:

 «В один несчастный день меня пригласили освидетельствовать „Мадонну Бенуа“. На меня смотрела молодая женщина с лысым лбом и опухшими щеками, беззубой усмешкой, миопическими глазами и морщинистой шеей! Жутковатый призрак старухи играет с ребёнком: его лицо напоминает пустую маску, а к ней приделаны раздувшиеся тельце и конечности. Жалкие ручонки, бестолково-суетные складки кожи, цвет словно сыворотка. И всё же мне пришлось признать, что это ужасное создание принадлежит Леонардо да Винчи…»
Многие выступали за то, чтобы картина осталась в России. М. А. Бенуа желала того же, и поэтому уступила «Мадонну» за 150 тысяч рублей Картинной галерее Императорского Эрмитажа. Сумма уплачивалась частями, и последние платежи были совершены уже после Октябрьской революции.